# Platyplectrurus
Platyplectrurus är ett släkte av ormar. Platyplectrurus ingår i familjen sköldsvansormar.
Dessa ormar är med en längd upp till 75 cm små. De lever i bergsskogar i södra Indien och på Sri Lanka. Arterna äter troligen daggmaskar. Honor lägger inga ägg utan föder levande ungar.
Arter enligt Catalogue of Life och The Reptile Database:
- Platyplectrurus madurensis
- Platyplectrurus trilineatus